# Teuritz
Teuritz ist ein Stadtteil der Stadt Lucka im Landkreis Altenburger Land in Thüringen.

## Lage
Teuritz liegt am nordöstlichen Stadtrand der Stadt Lucka an der Landesstraße 1350 im Braunkohlenrevier des Tagebaus Schleenhain. Der Ort grenzt an den Freistaat Sachsen.

## Geschichte

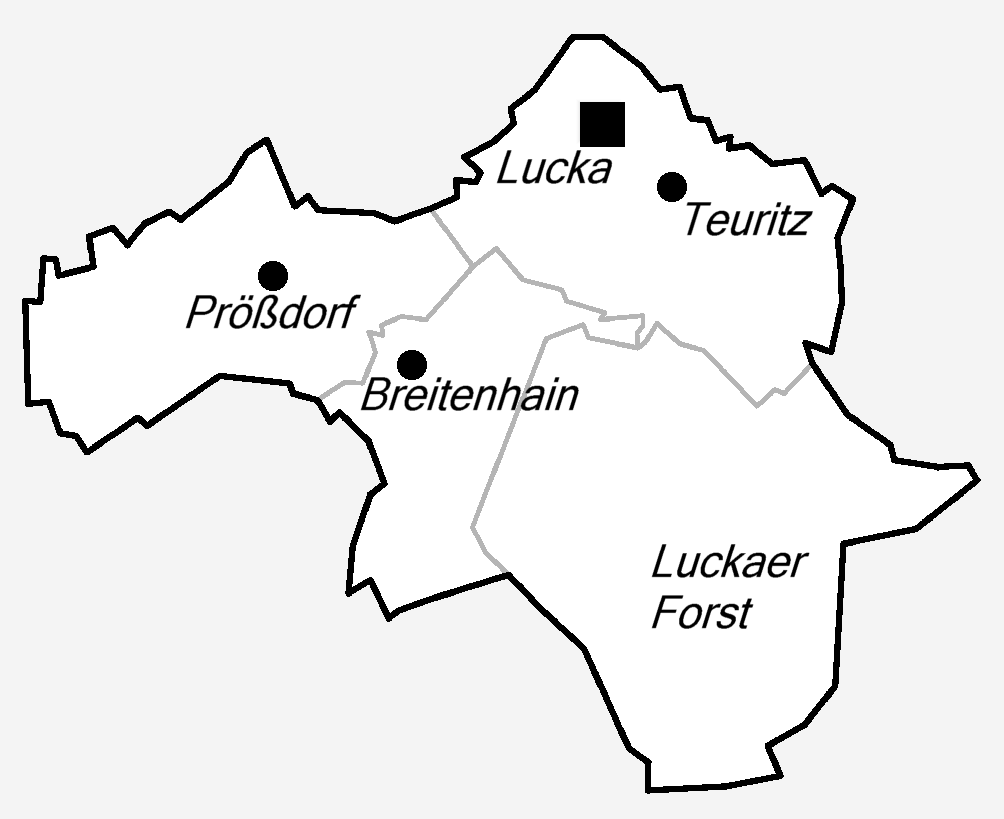
Lage von Teuritz in Lucka

Im Jahr 1416 wurde das damalige Dorf erstmals urkundlich genannt. Der Ortsname ist sorbischen Ursprungs. Der heute mit Lucka verschmolzene Ort war einst nur durch das „Altenburger Tor“ von der Stadt getrennt. Die Ortslage umfasst heute die Straßen „Grenzgasse“ und „Teuritzer Straße“. Die „Altenburger Straße“ bildete die Grenze zu Lucka.
Teuritz gehörte zum wettinischen Amt Altenburg, welches ab dem 16. Jahrhundert aufgrund mehrerer Teilungen im Lauf seines Bestehens unter der Hoheit folgender Ernestinischer Herzogtümer stand: Herzogtum Sachsen (1554 bis 1572), Herzogtum Sachsen-Weimar (1572 bis 1603), Herzogtum Sachsen-Altenburg (1603 bis 1672), Herzogtum Sachsen-Gotha-Altenburg (1672 bis 1826).
Das Rittergut Teuritz lag dagegen auf kursächsischem bzw. königlich-sächsischem Gebiet (Amt Zeitz des Hochstifts Naumburg-Zeitz) und stand unter dessen Lehnshoheit. Es wurde 1526 von Wolf von Hagenest erworben und nach der Verlegung des Herrensitzes nach Teuritz zum Rittergut erhoben. Bis zum Ende des 18. Jahrhunderts wurde das Rittergut in der Familie vererbt oder beliehen. Danach wechselten bis zur Bodenreform und Zwangsenteignung im Jahr 1945 die Besitzer und Pächter des Gutes. Das Rittergut, das wie der nahe gelegene Stammort Hagenest der Adelsfamilie als Exklave zum kursächsischen stifts-naumburgischen Amt Zeitz gehörte, kam bei der Abtretung des Amts Zeitz durch den Wiener Kongress im Jahr 1815 nicht wie der Großteil des Amts an Preußen, sondern verblieb beim Königreich Sachsen und wurde dem Amt Borna zugewiesen.
Bei der Neuordnung der Ernestinischen Herzogtümer im Jahr 1826 kam der Ort Teuritz zum Herzogtum Sachsen-Altenburg. Nach der Verwaltungsreform im Herzogtum gehörte der altenburgische Anteil von Teuritz bezüglich der Verwaltung zum Ostkreis (bis 1900) bzw. zum Landratsamt Altenburg (ab 1900). Gerichtlich war er seit 1879 dem Amtsgericht Altenburg und seit 1906 dem Amtsgericht Meuselwitz zugeordnet.
Die Tatsache, dass das königlich-sächsische Rittergut Teuritz auch gemeinschaftliche Fluren mit Lucka hatte und die Stadt zunehmend wirtschaftlichen, kirchlichen und kulturellen Einfluss auf Teuritz ausübte, führte dazu, dass der komplette Ort Teuritz nach langen Verhandlungen am 1. April 1914 nach Lucka eingemeindet wurde. Mit der Stadt gehörte Teuritz ab 1918 zum Freistaat Sachsen-Altenburg, der 1920 im Land Thüringen aufging. 1922 kam der Ort mit Lucka zum Landkreis Altenburg und 1952 an den Kreis Altenburg im Bezirk Leipzig. Zwischen 1959 und 1962 devastierte der Tagebau Schleenhain den Bereich östlich von Teuritz.
Bei der Neugründung des Freistaats Thüringen im Jahr 1990 wurde Teuritz als Stadtteil von Lucka mit dem Landkreis Altenburg wieder thüringisch und gehört seit 1994 zum Landkreis Altenburger Land.